# Diversidad sexual
La diversidad sexual y de género o diversidad sexogenérica (DSG) es un término inclusivo que abarca toda la variedad de sexos, orientaciones sexuales e identidades de género sin necesidad de especificar cada una de las identidades, comportamientos y características que conforman esta pluralidad.
En Occidente, se utilizan habitualmente clasificaciones simples y herméticas en torno al sexo (hombres, mujeres e intersexuales), la orientación sexual (homosexuales, heterosexuales, bisexuales y asexuales) y la identidad de género (transgéneros y cisgéneros), reunidas bajo las siglas LGBTI (lesbianas, gays, bisexuales, transgéneros e intersexuales). Sin embargo, otras culturas poseen maneras diferentes de entender el sistema sexual. Además, en las últimas décadas se han popularizado diversas teorías de la sexología, como la teoría de Kinsey y la teoría queer, que proponen que esta clasificación resulta insuficiente para describir la complejidad de la sexualidad humana, e incluso también en otras especies animales.
Por ejemplo, las personas pueden experimentar una orientación sexual intermedia entre heterosexual y bisexual o entre homosexual y bisexual (bisexuales con preferencias hacia un género específico) o que esta varíe a lo largo del tiempo, o que incluya atracción independientemente del sexo o género (pansexual). En otras palabras, dentro de la bisexualidad existe una gran diversidad de tipologías y preferencias que varían desde una completa heterosexualidad a una completa homosexualidad (escala de Kinsey).
La diversidad sexual también incluye a las personas intersexuales, que nacen con una variedad de características biológicas intermedias entre hombres y mujeres. Además, también se incluyen todas las identidades transgénero y transexuales que no se encuadran dentro del sistema de género binario y que, al igual que la orientación sexual, pueden experimentarse en distintos grados más allá del cisgénero y la transexualidad, como es el caso de las personas con identidades de género no binario.
Por último, la diversidad sexual también engloba a las personas asexuales, quienes experimentan nula atracción sexual hacia otros individuos independientemente del género de estos; así como a todas aquellas personas que consideran que su identidad no se puede definir, incluidas en el ámbito anglosajón bajo el término paraguas queer.
Socialmente, se reivindica la diversidad sexual como una forma de aceptar cualquier forma de ser, con iguales derechos, libertades y oportunidades dentro del marco de los Derechos Humanos. En muchos países se reivindica la visibilidad de la diversidad sexual en las marchas del Orgullo LGBTIQ+.